# El camino total
El camino total. Técnicas no ingenuas de autoayuda para gente en crisis en tiempos de cambio, es el segundo y último libro del escritor argentino Salvador Benesdra. Fue publicado de manera póstuma bajo la editorial Eterna Cadencia, en el año 2014, y fue prologado por Fabián Casas.

## Antecedentes
Desalentado por el rechazo que su novela El traductor, e impulsado por la necesidad de ganar dinero, Benesdra decidió incursionar en el género de los libros de autoayuda, que por entonces eran un mercado en expansión. Sin embargo, Benesdra hizo un libro sin fundamentación y con demasiada documentación y citas, algo impropio del género de autoayuda, al que más que nada critica y hace a su vez una especie de ensayo del mismo.

## Argumento
Basado en conceptos del budismo zen, la meditación, sus propias lecturas filosóficas y a contramano de la mayoría de los libros de los libros de autoayuda, que alientan a evitar el sufrimiento y el malestar, Benesdra pone al dolor como centro de su método de superación, sosteniendo la tesis de que sólo concentrándose en él y abrazándolo se logrará alcanzar un estado de conciencia superior. El bagaje de lecturas y la enorme cantidad de citas incorporadas al texto, que lo hacían poco digerible para el público habitual, le valieron el rechazo de las editoriales (al igual que sucedió con su libro anterior).